# Jon Kleinberg
Pour les articles homonymes, voir Kleinberg.
Jon Michael Kleinberg (né en octobre 1971) est un informaticien américain, professeur à l'Université Cornell et dont les travaux sur la théorie des réseaux ont été récompensés par les prix MacArthur, Allen Newell et Nevanlinna.

## Biographie
Kleinberg a reçu son PhD en 1996 au MIT, sous la direction de Michel Goemans.

## Travaux
Ses travaux les plus connus sont ceux portant sur l'algorithme HITS qu'il a développé en 1999 alors qu'il travaillait pour IBM. Cet algorithme permet, tout comme le PageRank de Google qui est apparu vers la même époque, de mesurer l'autorité d'une page Web par rapport à d'autres. L'idée de Jon Kleinberg est d'utiliser le fait que les réseaux d'information sont divisés en deux grandes entités : les autorités (qui fournissent l'information) et les hubs (qui pointent vers les autorités). Partant de là, l'algorithme HITS permet de trouver des communautés.